# Baleia-cinzenta
A baleia-cinzenta (Eschrichtius robustus) é um mamífero cetáceo da família dos escrictídeos. É a única espécie viva em seu gênero e família, mas uma espécie extinta foi descoberta e colocada no gênero em 2017, a Baleia Akishima.

## Descrição

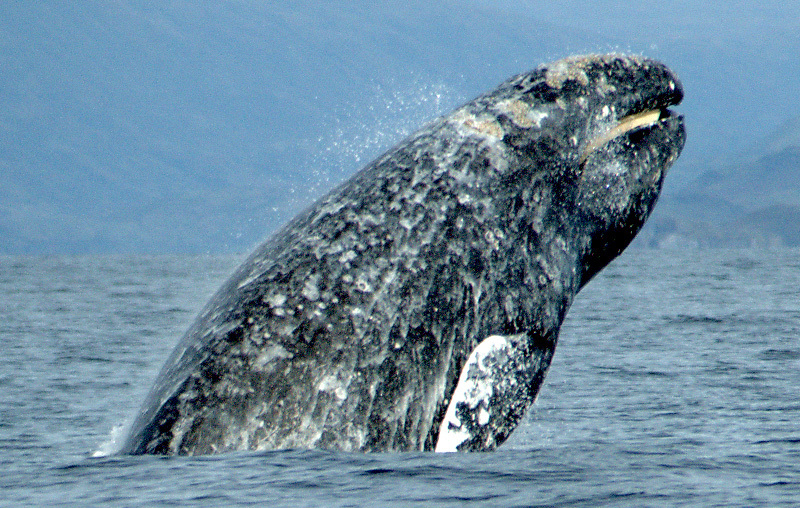
Uma baleia-cinzenta saltando.

Os indivíduos já foram chamados de “peixes do diabo” porque são muito resistentes e brigam quando caçados. Esse nome entretanto está biologicamente incorreto, pois as baleias não são peixes. Seu tamanho pode atingir cerca de 15 metros de comprimento e pesar cerca de 35 toneladas. Sua alimentação é a base de anfípodos (pequenos crustáceos que vivem na água ou próximo, incluindo pulgas de areia e piolhos de baleia), krill, plâncton e moluscos. Ao contrário de outros cetáceos, a baleia-cinzenta tende a alimentar-se junto ao fundo do mar, onde agita a água para levantar material do fundo de onde consegue filtrar os seus alimentos. A distribuição atual e contida ao Oceano pacífico. A baleia-cinzenta também ocorre em águas litorais desde o mar de Okhotsk até a Coreia do Sul e Japão e desde os mares de Chukchi e de Beaufort no golfo do México.
O recorde de cerca de maior distância percorrida por um vertebrado marinho já registrada pertence a uma baleia-cinzenta que que nadou 26,8 mil quilômetros. O cetáceo em questão é um macho de 12 metros de comprimento avistado próximo à Namíbia em 2013. Ele também é a primeira e única baleia-cinzenta a ser registrada no Hemisfério Sul.

## Habitat
As baleias cinzentas são as mais litorais das baleias-de-barba e são encontradas frequentemente a um quilômetro da costa litoral, embora um aumento no tráfego de barcos possa forçar as baleias a permanecer em zonas mais distantes. Por causa de preferirem águas perto da costa, as baleias cinzentas são alguns dos cetáceos mais bem conhecidos.

## Reprodução
O comportamento de reprodução é complexo e muitas vezes envolve três ou mais animais. Tanto as baleias machos quanto as fêmeas atingem a puberdade entre 6 e 12 anos, com uma média de oito a nove anos. As fêmeas mostram reprodução altamente sincronizada, passando por estro no final de novembro até o início de dezembro. Durante a temporada de reprodução, é comum que as fêmeas tenham várias companheiras.  Acredita-se que este único evento de ovulação coincida com os padrões anuais de migração da espécie, quando os nascimentos podem ocorrer em águas mais quentes.  A maioria das mulheres mostra reprodução bienal, embora nascimentos anuais tenham sido relatados.  Os machos também apresentam mudanças sazonais, experimentando um aumento na massa de testículos que se correlaciona com o tempo em que as fêmeas passam por estro.  Atualmente não há relatos de nascimentos de gêmeos, embora tenha sido relatado um caso de gêmeos no útero. O período de gestação das baleias cinzentas é de aproximadamente 13 meses, com as fêmeas dando à luz a cada um ou três anos. Na segunda metade da gravidez, o feto experimenta um rápido crescimento de comprimento e massa. Semelhante à temporada de reprodução estreita, a maioria dos bezerros nasce dentro de um período de seis semanas em meados de janeiro. O bezerro nasce primeiro, e mede cerca de 14-16 pés de comprimento, e um peso de 2.000 lbs. As fêmeas amamentam por aproximadamente sete meses após o nascimento, momento em que os bezerros são desmamados e os cuidados maternos começam a diminuir. Acredita-se que as águas rasas da lagoa em que as baleias cinzentas se reproduzem protejam o recém-nascido de tubarões e orcas.

## Descrição geral
A pele da baleia-cinzenta é sarapintada de cinzento escuro e  de cinzento claro, embora já tenham sido observados alguns indivíduos esbranquiçados. Existe um dimorfismo sexual no tamanho. As fêmeas tendem a ser maiores do que os machos, talvez devido ao fato de serem estas que cuidam e protegem as suas crias. O único predador conhecido da baleia-cinzenta é a orca. As orcas preferem atacar especificamente os lábios, a língua e a cauda das baleias-cinzentas por serem as partes mais macias, ao contrário do resto do corpo. A baleia-cinzenta não possuí uma barbatana dorsal como outras espécies de baleia, e sim uma pequena protuberância dorsal localizada na extremidade de suas costas. Uma baleia-cinzenta nadou a maior distância percorrida por um vertebrado marinho já registrada  cerca de 26,8 mil quilômetros, o que é mais da metade da distância equivalente à volta ao mundo. A baleia-cinzenta tem uma espessura de gordura isolante que mede até 10 centímetros. Em comparação com a maioria das outras baleias, suas cerdas bucais são relativamente curtas. Baleias-cinzentas não têm barbatanas dorsais. Em vez disso, eles têm 6-12 crenulações dorsais. Essas saliências criam o cume dorsal. Elas exibem alguns comportamentos como salto, skyhop e batida lateral da cauda. Assim como os demais misticetos as baleias-cinzentas possuem dois espiráculos.

## Alimentação
A baleia-cinzenta se alimenta raspando de um lado para outro sua enorme boca no fundo da água, agitando assim a lama e sedimentos e engolindo invertebrados, moluscos, krill  e pequenos crustáceos. Por essa razão, elas possuem menos cerdas bucais que baleias como a jubarte. Este comportamento alimentar é único entre os misticetos, uma vez que eles costumam se alimentar engolindo grandes grupos de suas presas e posteriormente expelindo a água empurrando a língua contra as cerdas bucais.

## Migração
As baleias cinzentas são frequentemente encontradas nadando no leste do Oceano Pacífico e perto da Coréia, no oeste do Oceano Pacífico. No entanto, observações recentes em áreas como o mar Mediterrâneo sugerem que esses mamíferos marinhos podem começar a repovoar áreas que podem ter sido abandonadas devido as atividades de caça anteriormente. Todo mês de outubro, pequenos grupos de baleias cinzentas fazem longas viagens de migração de seus campos de alimentação nos mares de Bering e Chukchi e migram para a península de Baja, no México, e para o golfo sul da Califórnia, onde acasalam e criam seus filhos. Durante viagens de migração, até 20.000 baleias cinzentas podem ser vistas nadando no oceano. A viagem de migração leva em média de 2 a 3 meses para ser concluída e é considerada uma das mais longas viagens de migração de qualquer animal com duração de 9000 a 16.000 milhas náuticas, embora pareça que, em média, suas viagens de migração estejam próximas de 8.000 a 10.000 milhas. Durante estas viagens, as baleias-cinzentas viajam noite e dia, movendo-se a uma velocidade média de 5 km/h ou menos até chegarem ao seu destino. Assim que chegarem ao local de acasalamento, elas começarão a cortejar outras baleias e as que estiverem grávidas começarão a dar à luz seus filhotes. Quando a estação de acasalamento termina, elas começam sua jornada de volta ao leste do norte e oeste do oceano Pacífico para se alimentar, relaxar e se preparar para a próxima estação de acasalamento.

## Conservação
Durante a indústria baleeira, que ocorreu entre o século XVII e o século XX, a baleia-cinzenta foi caçada em grande parte por seu óleo, até o ponto da quase extinção. Com a proibição de sua caça o número de indivíduos voltou a crescer, e estima-se que existam pelo menos cerca de 20.000 baleias cinzentas pelo mundo. Devido ao seu tamanho e necessidade de migrar, baleias cinzentas raramente foram mantidas em cativeiro, e depois apenas por breves períodos de tempo. A primeira baleia-cinzenta em cativeiro, que foi capturada em Scammon's Lagoon, Baja California em 1965, foi nomeada Gigi e morreu dois meses depois de uma infecção.  A segunda baleia-cinzenta, que foi capturada em 1972 da mesma lagoa, foi nomeada Gigi II e foi libertada um ano depois depois de se tornar grande demais para as instalações. A terceira baleia-cinzenta, J.J., encalhou pela primeira vez em Marina del Rey, Califórnia, onde foi levada às pressas para o SeaWorld San Diego. Depois de 14 meses, ela foi liberada porque também cresceu muito grande para ser cuidada nas instalações existentes. Com 8.700 kg e 9,4 m quando foi libertada, J.J. foi o maior mamífero marinho já mantido em cativeiro.